# Публий Целий (претор 74 года до н. э.)
Пу́блий Це́лий (лат. Publius Coelius (Caldus); умер после 74 года до н. э.) — древнеримский политик из знатного плебейского рода Целиев, претор 74 года до н. э.

## Биография
Публий происходил из знатного плебейского рода Целиев и, по одной из версий, мог приходиться сыном Публию Целию Кальду, сулланскому префекту в 87 году до н. э., совершившему суицид прежде, чем капитулировать перед Луцием Корнелием Цинной. 
Благодаря беглому сообщению Марка Туллия Цицерона в одной из его судебных речей, известно, что в 74 году до н. э. Публий занимал должность претора. Согласно постановлению сената, вместе со своим коллегой по должности, Гаем Верресом, он должен был осмотреть общественные здания и установить необходимость их ремонта, поскольку ни консулы 75 года до н. э. Луций Октавий и Гай Аврелий Котта, ни преторы того же года, на которых было возложено это дело, — Гай Сацердот и Марк Цезий, — не развязали эту проблему до истечения полномочий.